# Jerzy Ignacy Skowroński
Jerzy Ignacy Skowroński (ur. 5 września 1901 w Humaniu, zm. 11 grudnia 1986 we Wrocławiu) – polski naukowiec. Specjalizował się w zagadnieniach z zakresu techniki wysokich napięć, oraz materiałoznawstwa elektrotechnicznego. Wykładowca i profesor Politechniki Wrocławskiej, doktor honoris causa tej uczelni. Wykładał również w Szkole Inżynierskiej im. Hipolita Wawelberga i Stanisława Rotwanda i w Państwowej Szkole Technicznej Samolotowo-Lotniczej. Członek korespondent Polskiej Akademii Nauk od 1952 roku, a od 1964 członek rzeczywisty. Należał do wielu organizacji naukowych, w tym Towarzystwa Naukowego Warszawskiego i Wrocławskiego Towarzystwa Naukowego. Członek Honorowy SEP. 

## Życiorys
Syn Ignacego i Marii ze Skrzypkowskich. Po przeprowadzce do Warszawy uczył się w gimnazjum Rady Głównej Opiekuńczej, gdzie zdał egzamin dojrzałości. Studiował początkowo na Wydziale Filozoficznym Uniwersytetu Warszawskiego, podjętych studiów jednak nie ukończył ze względu na chęć udziału w wojnie polsko-bolszewickiej. Absolwent Wydziału Elektrycznego Politechniki Warszawskiej (rocznik 1926). Jeszcze w czasie studiów podjął pracę w Zakładzie Wysokich Napięć pod kierunkiem profesora i inżyniera Kazimierza Drewnowskiego. Doktoryzował się w 1938 na podstawie pracy zatytułowanej O przydatności krajowych szkieł do wyrobu izolatorów liniowych. Przygotowywał się również do uzyskania stopnia doktora habilitowanego, jednak jego rozprawa zaginęła w niewyjaśnionych okolicznościach podczas działań wojennych prowadzonych w ramach II wojny światowej. W 1949 wstąpił do ZSL. Po zakończeniu wojny przez 26 lat pracował na Politechnice Wrocławskiej. Na emeryturę przeszedł w 1971.
Zmarł 11 grudnia 1986 we Wrocławiu, pochowany na miejscowym cmentarzu św. Wawrzyńca przy ul. Bujwida.
Był żonaty z Zofią z Żurakowskich (nauczycielką), miał syna Marka (architekta), który zginął tragicznie, uprawiając lotniarstwo 14 maja 1981.

## Ordery, odznaczenia i wyróżnienia
Na podstawie:
- Order Sztandaru Pracy I klasy (1984)
- Order Sztandaru Pracy II klasy (1970)
- Krzyż Niepodległości (16 marca 1937)[7]
- Krzyż Oficerski Orderu Odrodzenia Polski (1958)
- Złoty Krzyż Zasługi (11 listopada 1936)[8]
- Medal Komisji Edukacji Narodowej
- Odznaka Nagrody Państwowej I stopnia
- Złote Odznaki Honorowe Federacji Stowarzyszeń Naukowo-Technicznych NOT oraz SEP
- Medal za wybitne zasługi dla Politechniki Wrocławskiej
- Medal im. prof. Mieczysława Pożaryskiego
- Medal PAN im. Mikołaja Kopernika
- Nagroda Naukowa Miasta Wrocławia (1966)
- Tytuł Budowniczy Wrocławia

## Upamiętnienie
Uchwałą Zarządu Głównego Stowarzyszenia Elektryków Polskich nr 124/2018-2022 z dnia 23 września 2020 Jerzy Ignacy Skowroński został Patronem Roku SEP 2021 (w 120. rocznicę urodzin).